# Пандо (дерево)
38°31′33″ пн. ш. 111°45′04″ зх. д. / 38.525943° пн. ш. 111.751192° зх. д.
Пандо (англ. Pando), також відома, як тремтячий гігант — клональна колонія окремого дерева тополі тремтливої (Populus tremuloides), визнана єдиним живим організмом з однаковими ДНК-маркерами та єдиною масивною кореневою системою. Розташована у Національному заповіднику Фішлейк, округ Севір, штат Юта, США, та лежить за 0,69 км на захід від одноіменного озера Фішлейк — найбільшого гірського прісноводного природного озера штату. Колонія проростає на висоті у ~2700—2773 м над рівнем моря.
Чоловічий клональний організм Пандо має близько 47 000 стебел (раметів), які виглядають як окремі дерева, але з'єднані спільною кореневою системою, що простягається на 42,8 га (106 акрів). Пандо займає площу 1,08 км × 0,72 км у найширшій ділянці та загальну вагу ~6000 тонн, що робить його найбільшим деревом за площею та вагою і найбільшим відомим клоном тополі у світі. Масивна взаємопов'язана коренева система координує виробництво енергії, захист і регенерацію всієї площі дерева.
На сьогодні мало інформації було належним чином підтверджено про походження Пандо і про те, як її генетична цілісність підтримувалася протягом тривалого часу, консервативно протягом 9000—16 000 років — за останніми оцінками (2024 рік). Дослідники стверджують, що майбутнє Пандо є невизначеним через поєднання таких факторів, як посуха, випас худоби та попередження лісових пожеж. Водночас довговічність Пандо свідчить про те, що вона пережила численні посухи, які витісняли людські суспільства протягом століть. Більшість територій Пандо обгороджена в цілях захисту та догляду, як за унікальним деревом. Випас великої рогатої худоби дозволений лише протягом 10 днів на рік у жовтні на невеликій частині території Пандо, за сприятливих погодних умов. Дослідження 2022 року показують, що Пандо пережила лісові пожежі, які, ймовірно, зрівняли б дерево з землею багато разів, завдяки регенерації через кореневу систему. Ті ж дослідження також вказують на те, що масштабні пожежі трапляються нечасто, що може бути пов'язано з тим, що тополя є водомістким деревом, а отже, природно вогнестійким.
Контроль за дикими тваринами та захист від оленів і лосів, які харчуються молодими паростками швидше, ніж ті можуть досягти зрілості, є критично важливими для збереження Пандо. Це, в поєднанні з постійним моніторингом і зусиллями з відновлення, виявилося найефективнішим, починаючи з перших проєктів із захисту та догляду за деревом наприкінці 1980-х — на початку 1990-х років, і закінчуючи новими проєктами, що реалізуються зараз, такими організаціями як Friends of Pando, Western Aspen Alliance та Grand Canyon Trust.